# Quebrada Caña Dulce
Quebrada Caña Dulce es una localidad peruana ubicada en el distrito de Ignacio Escudero, perteneciente a la provincia de Sullana del departamento de Piura, al norte del Perú. 

## Ubicación
Quebrada Caña Dulce se ubica al oeste de la provincia de Sullana, en el distrito de Ignacio Escudero, en el departamento de Piura. 

## Demografía
En 2017 Quebrada Caña Dulce tenía una población de 1 habitante.